# Захист середовища
За́хист середо́вища — комплекс міжнародних, державних, регіональних і локальних адміністративних, правових, технологічних, планових, соціально-економічних, політичних і суспільних заходів, спрямованих на охорону природного середовища існування людей.